# Aïssé Sow
Pour les articles homonymes, voir Sow.
Aïssé Sow (née le 19 août 1991 dans le 12e arrondissement de Paris) est une athlète française, spécialiste du steeple.

## Biographie
Elle remporte le 3 000 mètres steeple des championnats de France « élite » 2016 à Angers. 

## Palmarès
- Championnats de France d'athlétisme :
  - vainqueur du 3 000 mètres steeple en 2016